# José Mármol
Pour les articles homonymes, voir Mármol.
José Mármol (2 décembre 1817 - 9 août 1871) est un écrivain et homme politique argentin, né et mort à Buenos Aires.

## Biographie
José Mármol naît à Buenos-Aires le 2 décembre 1818. D'abord étudiant en droit à l'Université de Buenos Aires, il se tourne vers la politique. Arrêté en 1839 par la police de Juan Manuel de Rosas, il est relâché et se réfugie à Montevideo en Uruguay. Il écrit alors dans différentes revues, critiquant Rosas à travers ses œuvres. En 1845, il s'embarque pour le Chili mais une tempête l'oblige à rentrer à Rio de Janeiro où il séjournait. L'histoire lui inspire Le Voyageur (1847). En 1846, de retour à Montevideo, il rédige la première partie d'Amalia, premier roman de la littérature argentine, qu'il complétera d'une seconde partie quelques années plus tard.
Lorsqu'en 1852, après la chute de Rosas, il rentre en Argentine, Mármol est reçu comme un héros. Il est élu sénateur, et prend part aux débats concernant la constitution de 1860. Il participe ensuite aux discussions avec le Brésil sur les questions frontalières. 
Nommé en 1858 directeur de la Bibliothèque publique de Buenos Aires, il meurt presque aveugle le 9 août 1871.

## Œuvres
- El peregrino (Le Voyageur) (1845)
- El poeta (Le Poète) (1847)
- Amalia (1851)
- Armonías (Harmonies) (1851)
- El cruzado (Le Croisé) (1851)